# 姚尹買
姚尹買（4世纪—384年），南安郡赤亭县（今甘肅省隴西縣西）羌人。十六國後秦宗室，將領。後趙末年羌酋姚弋仲子，後秦開國君主姚萇的弟弟。
384年（东晋太元九年、前秦建元二十年、后秦白雀元年），姚苌自称万年秦王，以姚尹買为镇军将军。六月，前秦天王苻坚亲率步、骑兵二万人攻打后秦，在赵氏坞驻军，让护军将军杨壁等人分路进攻。后秦的军队屡战屡败，姚尹买被前秦军队斩杀。